# ئی‌ستیم
ئی‌ستیم (کره‌ای: 에스팀) شرکت کالای لوکس کره‌ای است، که در سال ۲۰۰۳ تأسیس شد.